# Blériot XI
Blériot XI – jeden z pierwszych samolotów francuskich zbudowany przez Louisa Blériota i Raymonda Saulniera w 1909.
W Muzeum Lotnictwa Polskiego w Krakowie znajduje się replika samolotu Blériot XI zbudowana w 1967 przez Pawła Zołotowa.

## Konstrukcja
Prototyp został oblatany 23 stycznia 1909 r. Maszyna była wykonana z drewna dębowego i topolowego w konfiguracji jednopłata ze skrzydłami pokrytymi płótnem. Początkowo napęd stanowił silnik innego francuskiego pioniera lotnictwa Roberta Esnault-Pelterie, napędzający czterołopatowe metalowe śmigło, z którego jednak zrezygnowano na korzyść 3-cylindrowego silnika Anzani o mocy 25 KM, który mimo prostej konstrukcji charakteryzował się lepszymi parametrami. Dodatkową zachętą dla Blériota był fakt, że silnik ten był zdolny do nieprzerwanej pracy przez godzinę. Blériot XI posiadał również nowatorskie rozwiązanie podwozia głównego, które było zamocowane elastycznie, umożliwiając lądowanie także przy bocznym wietrze. Na skrzydłach zamiast lotek znajdowały się zintegrowane z płatem ruchome powierzchnie sterowe. Usterzenie ogonowe składało się ze steru wysokości i steru kierunku bez statecznika pionowego. Niezamierzenie Blériot zapewnił dodatkową stabilność boczną maszyny poprzez pozostawienie tylnej części kadłuba bez poszycia, co przyczyniło się do zmniejszenia sił wywieranych przez boczne podmuchy wiatru.

## Przelot nad kanałem
Pierwszy przelot nad kanałem La Manche w maszynie cięższej od powietrza miał miejsce 25 lipca 1909. Blériot, zgodnie z wymaganiami stawianymi przez Daily Mail, fundatora nagrody za ten wyczyn, wystartował o wschodzie słońca (4:35 rano) z Les Barraques niedaleko Calais. Po 37 minutach lotu o 5:12 samolot wylądował po drugiej stronie kanału, w Dover pokonując drogę 22 mil statutowych, czyli 35 kilometrów. Jedynym wyposażeniem nawigacyjnym pilota był kompas, gdyż pilotowanie maszyny na podstawie nawigacji wzrokowej było niemożliwe ze względu na mglistą pogodę. Lądowanie odbyło się na wybrzeżu Anglii, gdzie na zwycięzcę oczekiwał wymachujący francuską flagą reporter brytyjskiej gazety Daily Mail. Lądowanie było dość twarde, ale zakończyło się powodzeniem mimo uszkodzenia samolotu. Nagrodą ufundowaną przez redakcję Daily Mail było 1000 funtów szterlingów, czyli 25 tysięcy franków francuskich.
Jedyny konkurent Blériota w wyścigu przez kanał La Manche będący jednym z pionierów lotnictwa Hubert Latham w samolocie typu Antoinette zaspał i nie stawił się na starcie odpowiednio wcześnie, aby mieć szansę na zwycięstwo.
Dla upamiętnienia wyczynu Louisa Blériota miejscowość Les Barraques została później przemianowana na Blériot Plage.

## Wersje rozwojowe
Po zakończonym sukcesem przelocie nad kanałem La Manche pojawiły się zamówienia na samolot Blériot XI, dlatego też Louis Blériot musiał zająć się robieniem interesów kosztem pasji lotniczej. Do września 1909 roku wytwórnia Blériota otrzymała zamówienie na 101 maszyn napędzanych różnymi silnikami włącznie z mocniejszym rotacyjnym Gnome oraz unowocześnionym Anzani. Samoloty te były sprzedawane w czterech wersjach: jako samoloty szkolne, sportowo-turystyczne, wojskowe i wyścigowe. W 1911 roku w warszawskich zakładach Awiata zbudowano trzy egzemplarze. 
Niektóre z odmian samolotu Blériot XI:
- Blériot XI-2 – standardowy dwumiejscowy samolot z siedzeniami w układzie tandem (jedno za drugim)
- Blériot XI-2 bis „côté-à-côté” – większy dwumiejscowy samolot z siedzeniami obok siebie
- Blériot XI-2 Hyrdroaeroplane – wodnosamolot z pływakami i większą powierzchnią skrzydeł
- Blériot XI-2 Génie – wersja wojskowa przystosowana do łatwego przewożenia i składania. Czas montażu lub demontażu samolotu w warunkach polowych nie przekraczał 25 minut
- Blériot XI-2 BG – górnopłat w konfiguracji parasol
- Blériot XI-3 – trzymiejscowy samolot z siedzeniami w układzie tandem